# Crass Records
Crass Records was een onafhankelijk platenlabel dat werd opgericht door de Engelse punkband Crass. De platen van Crass zelf werden op dit label uitgebracht, maar ook werk van de individuele leden van Crass en van enkele andere bands - voornamelijk punkbands zoals KUKL, de band waar Björk voor de The Sugarcubes in zong, en de Poison Girls - vond zijn weg naar het label.  

## Ontstaan
Bij het uitbrengen van de eerste plaat van Crass, The Feeding of the 5000, wilden medewerkers van de Ierse perserij de plaat niet persen omdat het eerste nummer vol stond met blasfemie. Omdat het motto van de punkscene in de jaren 1970 toch reeds Do It Yourself was, besloten de bandleden een eigen label op te richten en in het vervolg hun werk hierop uit te brengen. 

## Nummering
De catalogusnummers van de uitgaven telden af naar 1984, het jaar dat Crass zei te willen stoppen, en tevens de titel van het beroemde boek van George Orwell. Zo kreeg het in 1978 uitgebrachte The Feeding of the 5000 het nummer 621984: six to 1984, zes jaar tot 1984. Toen in 1980 meerdere platen werden uitgebracht, kregen de uitgaven een slash met een volgnummer, bijvoorbeeld 421984/9 voor het album Hex van de Poison Girls. In 1984 werden de catalogusnummers simpelweg 1984/1, en vanaf 1985 CATNO 1.

## Identiteit
De meeste bands die werk op het label uitbrachten, waren gelijkgestemden met eenzelfde ideologie als Crass. De meeste muziek was dan ook maatschappijkritische punk met scherpe teksten. Ook het ontwerp van de hoezen, doorgaans van de hand van Crass-lid Gee Vaucher, volgde vaak hetzelfde stramien. 